# Lohe (Neurenberg)
Lohe is een plaats in de Duitse gemeente Neurenberg, deelstaat Beieren, en telt 296 inwoners (2005).